# Maurizio Girardini
Maurizio Girardini (* 13. August 1984 in Trient) ist ein ehemaliger italienischer Straßenradrennfahrer.
Maurizio Girardini gewann 2004 das Eintagesrennen Coppa Colli Briantei Internazionale und er entschied eine Etappe bei der U23-Rundfahrt Giro di Toscana für sich. In der Saison 2006 wurde er nationaler Vizemeister im Straßenrennen der U23-Klasse. 2007 gewann er das Eintagesrennen Gran Premio Fred Mengoni. Ende der Saison fuhr er für das italienische ProTeamLampre-Fondital als Stagiaire, erhielt aber für die kommende Saison keinen regulären Vertrag.

## Erfolge
2004
- Coppa Colli Briantei Internazionale
- eine Etappe Giro di Toscana